# Dorfkirche Klink

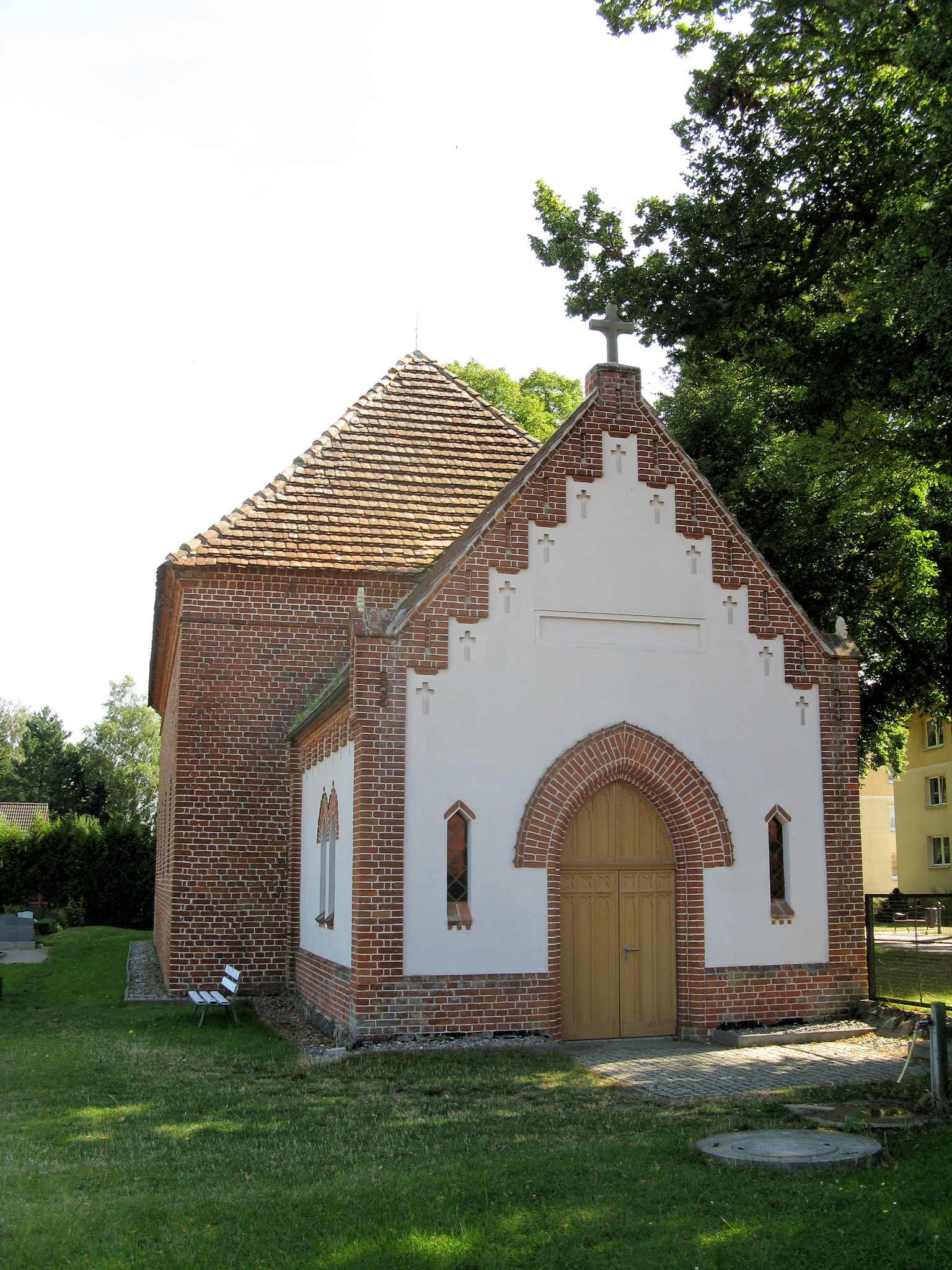
Dorfkirche Klink von Nordwesten aus gesehen

Die Dorfkirche ist ein denkmalgeschütztes Kirchengebäude in Klink, einer Gemeinde im Landkreis Mecklenburgische Seenplatte (Mecklenburg-Vorpommern).

## Geschichte und Architektur
Die schlichte rechteckige Saalkirche wurde von 1736 bis 1742 ohne Turm in Backstein gemauert; Auftraggeber waren der Gutsherr Jacob Ernst von Holstein und seine Frau Elisabeth Sophia, geb. von Bülow. In den Innenraum wurde ein Tonnengewölbe eingezogen. Ungewöhnlich ist, dass der Chor nach Westen ausgerichtet wurde. Über dem Südeingang ist eine Sandsteintafel mit dem Allianzwappen Holstein/Bülow und der Jahreszahl 1736 angebracht.
An der Westseite wurde Ende des 19. Jahrhunderts ein Gruftanbau, als Begräbniskapelle der Gutsherrschaft, errichtet.

## Glockenstuhl
Statt eines Turmes besitzt die Kirche einen Glockenstuhl aus Holz, der abseits der Kirche auf dem Friedhof steht. Darin hängt die letzte von ursprünglich zwei Glocken, die 1738 von Lorenz Strahlborn aus Lübeck gegossen wurde.

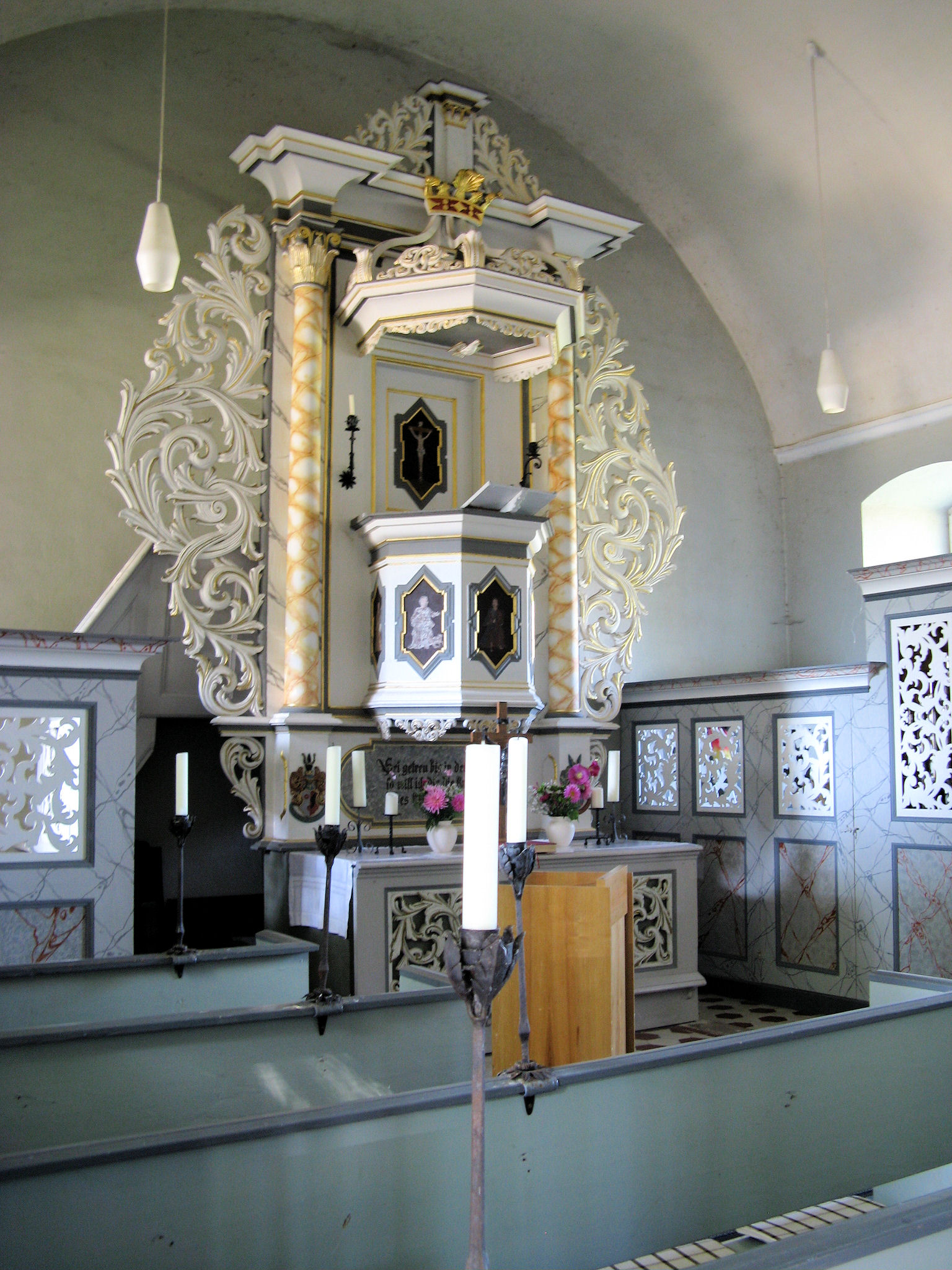
Kanzelaltar

## Ausstattung
Die Ausstattung wurde in den 1970er Jahren restauriert.
- Der Kanzelaltar im Westen stammt aus der Bauzeit der Kirche. Der Korb ist mit einem beschädigten Gemälde der Evangelisten und wohl Johannes des Täufers geschmückt. An der Kanzeltür befindet sich der gekreuzigte Jesus.
- Die Brüstung der ehemaligen Herrschaftsempore steht vor der Winterkirche.
- Ein qualitätsvolles Schnitzrelief zeigt die Geburt Christi, es wurde Anfang des 16. Jahrhunderts gefertigt.
- Das große, geschnitzte Krippenrelief auf der Empore an der Ostseite wurde in den 1930er Jahren in Oberammergau angefertigt.

### Orgel
1992 erhielt die Kirche eine Orgel der Firma Mitteldeutscher Orgelbau A. Voigt. Sie hat ein Manual, vier Register und ein angehängtes Pedal.

## Ansichten

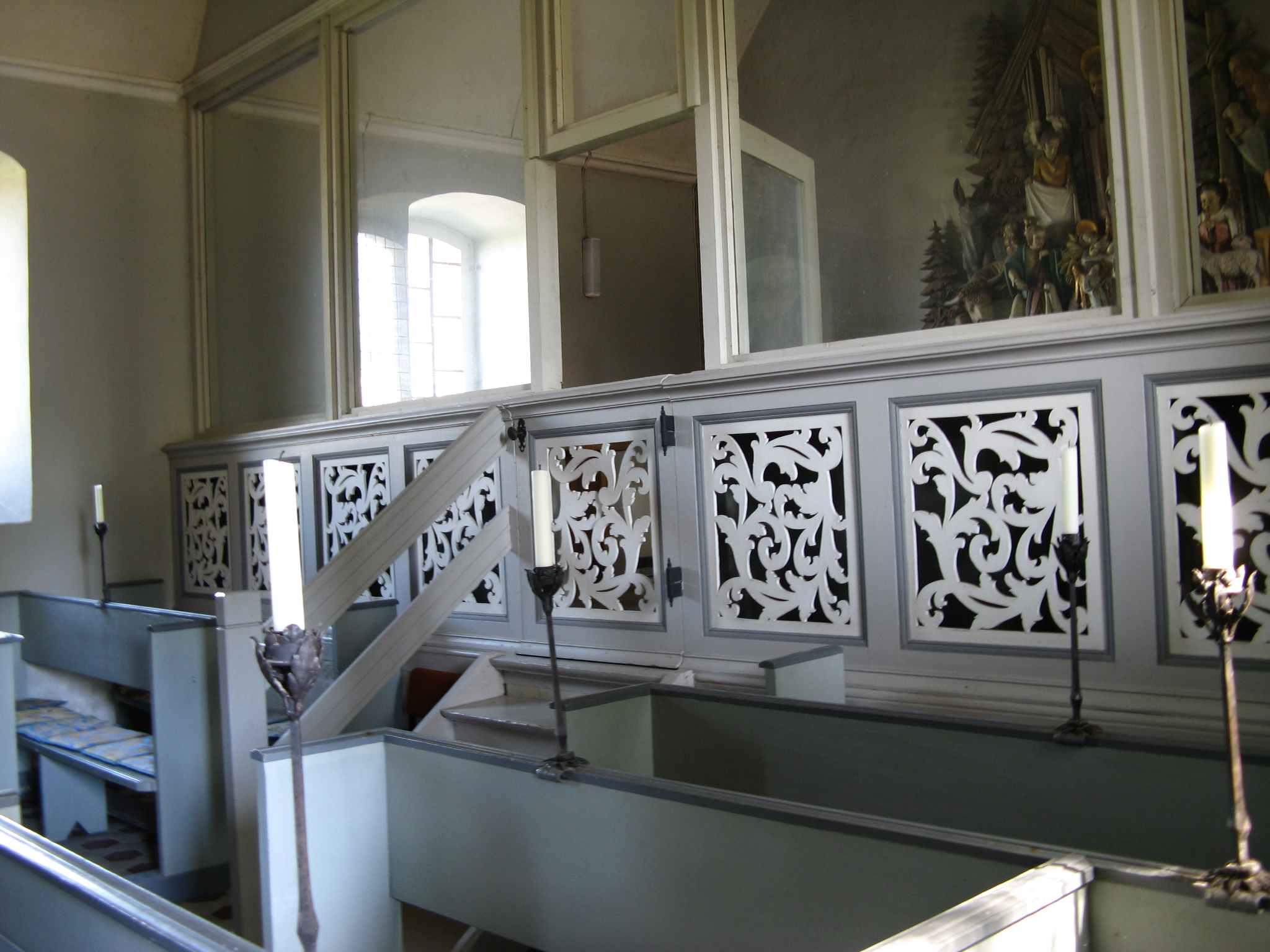
Herrschaftsloge
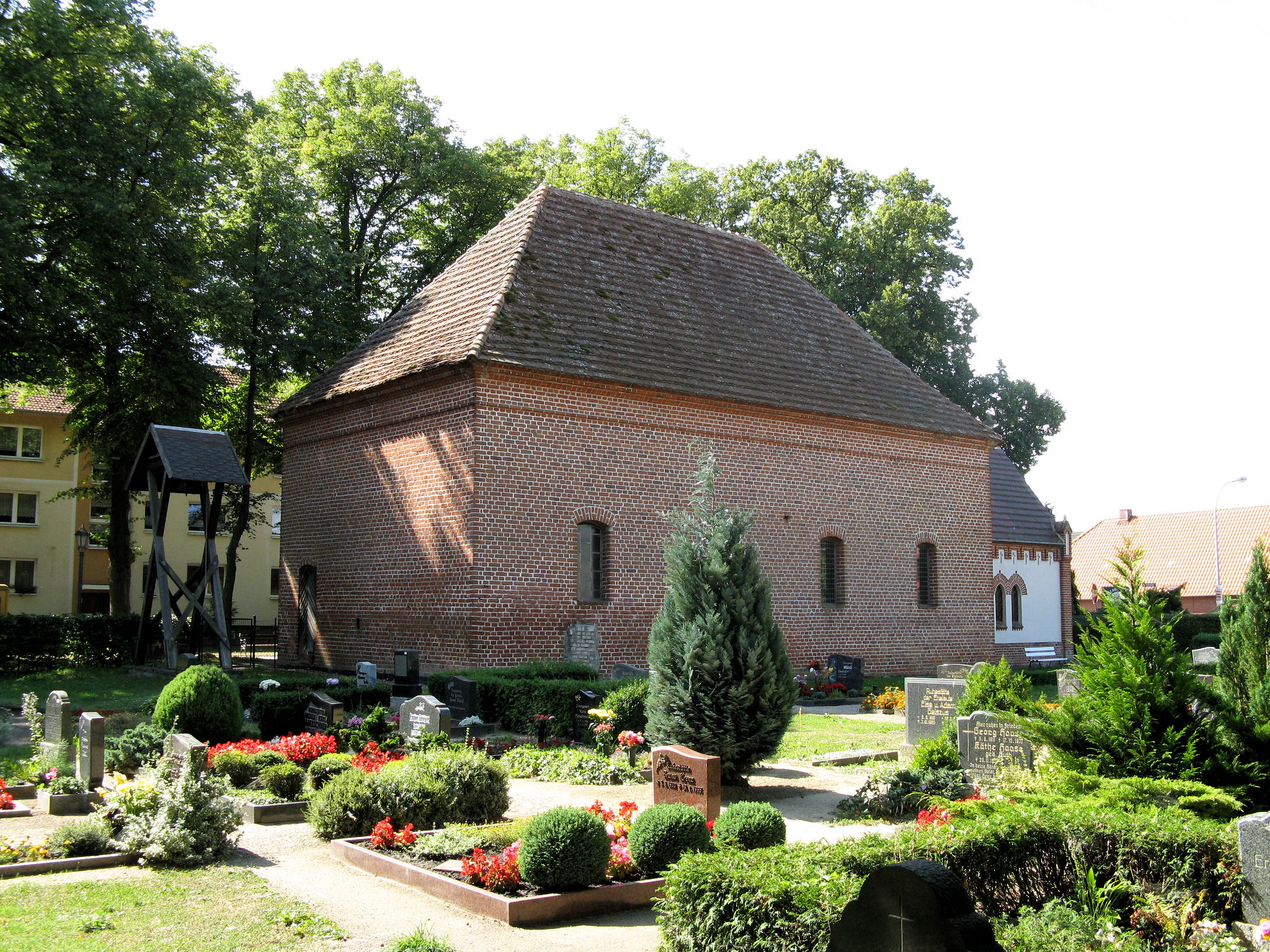
Ansicht mit Friedhof
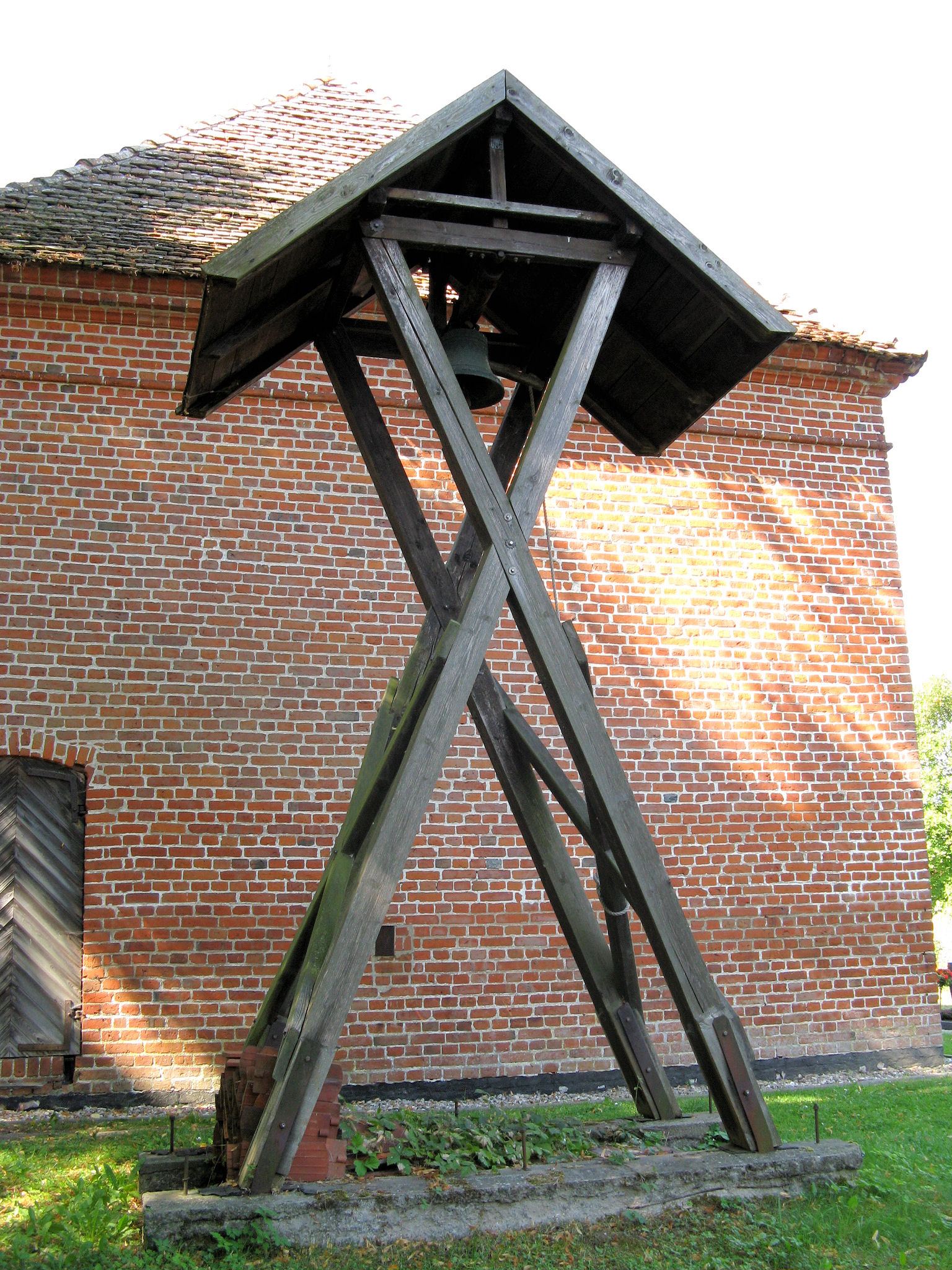
Glockenstuhl

## Gemeinde
Die Kirche in Klink ist seit alter Zeit mit der Dorfkirche Sietow verbunden. Zusammen mit ihr und der Dorfkirche Poppentin dient sie heute der Kirchgemeinde Sietow in der Propstei Neustrelitz, Kirchenkreis Mecklenburg der Evangelisch-Lutherischen Kirche in Norddeutschland.